# Marcelo Zalayeta
Marcelo Danubío Zalayeta (ur. 5 grudnia 1978 w Montevideo) – piłkarz urugwajski, grający na pozycji napastnika.

## Kariera
Zaczynał swoją karierę w Danubio FC. W 1997 roku trafił do Juventusu, gdzie spędził dużą część swojej kariery. W międzyczasie był wypożyczony do Empoli FC i Perugii oraz dwa lata spędził w Sevilli, ale największe sukcesy osiągał z drużyną z Turynu. Trzy razy zdobył mistrzostwo Włoch i trzy razy wywalczył superpuchar kraju. W sezonie 2002/2003 grał w finale Ligi Mistrzów z Milanem. W sezonach 2001/2002 i 2003/2004 miał okazje grać w finale Pucharu Włoch, jednak oba spotkania kończyły się przegraną „Starej Damy”. W Serie A zadebiutował 15 marca 1998 w zremisowanym 2:2 pojedynku Juventusu z Napoli.
W Turynie uznany został za króla dogrywek. W 2003 roku na Camp Nou w ćwierćfinałach z Barceloną strzelił zwycięską bramkę w 114 minucie, gdy jego zespół grał w osłabieniu. Podobna historia miała miejsce w rewanżowym meczu z Realem Madryt w 1/8 finału, gdy na 5 minut przed końcem zapewnił Juventusowi awans. W 2007 przeszedł do SSC Napoli na zasadzie współwłasności za 1,5 mln euro. 21 sierpnia 2009 został wypożyczony do Bologny, a 25 sierpnia 2010 sprzedany do tureckiego Kayserisporu. W 2011 roku wrócił do Peñarolu.
Z reprezentacją Urugwaju w 1999 roku zajął drugie miejsce w Copa América.